# Hemiscyllium freycineti
Espèce
Statut de conservation UICN

 NT  : Quasi menacé
Répartition géographique
Le Requin-chabot grivelé (Hemiscyllium freycineti) vit dans le Pacifique ouest, de 0 à 10° Sud et de la surface à -50 mètres. Il peut atteindre 50 cm. de long.